# 洪振快
洪振快（1974年10月28日—），中国作家、学者，曾任《炎黄春秋》执行主编。曾为《新京报》、《南方都市报》、财经网等媒体撰寫專欄，出版的专著有《讲武论剑》《红楼梦古画录》《官心民意》《亚财政》等。

## 争议

### 《爱国家不等于爱朝廷》
2010年4月11日《南方都市报》历史评论版刊登了洪振快文章《爱国家不等于爱朝廷》。事后，《南方都市报》网站将此文章下线，历史评论版编辑朱蒂被停职，有媒体称时任中共广东省委书记汪洋亲自批示要求将朱蒂停职。

### 狼牙山五壮士名誉权案
2013年9月9日，财经网发表了洪振快的文章《小学课本“狼牙山五壮士”有多处不实》。不久，《炎黄春秋》杂志2013年第11期刊登了洪振快的《“狼牙山五壮士”的细节分歧》。2015年8月17日，五壮士幸存者后人葛长生、宋福保分别在北京市西城区人民法院起诉洪振快侵犯名誉权、荣誉权。2016年6月27日，一审法院判决洪振快败诉。洪振快不服，上诉至北京市第二中级人民法院。2016年8月15日，北京市二中院裁定驳回上诉、维持原判。法院认为洪振快的文章未正面评价狼牙山五壮士，在没有充分证据的前提下进行了似是而非的推测、质疑、评价，虽无侮辱性语言，但是通过强调细节引导读者质疑狼牙山五壮士的事迹，进而贬损五壮士的名誉。法院判决洪振快于判决生效后三日内在媒体上连续五日刊登公告，向葛、宋二人道歉，消除影响。2016年10月21日，由于洪振快逾期未履行判决，北京市西城区人民法院决定强制执行，将一审、二审判决书摘要刊登在《人民法院报》上，费用由洪振快承担。此前，最高人民法院在2016年10月19日将这两起案件公布为人民法院依法保护“狼牙山五壮士”等英雄人物人格权益典型案例。2018年12月19日，葛长生诉洪振快名誉权、荣誉权纠纷案被选入最高人民法院第19批指导性案例。最高人民法院称，此案推动了《中华人民共和国英雄烈士保护法》立法。

### 黄钟、洪振快诉郭松民、梅新育侵犯名誉权案
刊有洪振快《“狼牙山五壮士”的细节分歧》的《炎黄春秋》杂志2013年第11期出版后，郭松民、梅新育在新浪微博上批评这篇文章，称《炎黄春秋》涉事作者、编辑是“狗娘养的”。黄钟是这篇文章的编辑。事后，黄钟、洪振快将郭松民、梅新育分别起诉至北京市海淀区人民法院和北京市丰台区人民法院，指控郭、梅二人侵犯人格尊严和名誉。2015年5月4日，海淀、丰台法院通知黄、洪二人案件将在5月12日、13日进行不公开审理。2015年12月21日、22日，海淀法院、丰台法院先后公布判决，裁定郭、梅胜诉。黄、洪上诉至北京市第二中级人民法院。北京市二中院驳回上诉，维持原判。法院认定洪振快的文章涉及事件重大，涉及历史人物的重新评价，应当预见到会面临激烈的批评，应当承担相应的容忍义务；郭、梅的言论虽然用语不当，但主旨和主观动机是出于维护英烈形象，是社会公众普遍民族感情的直观反映，符合社会主义核心价值观，应予肯定；郭、梅的微博并非针对黄、洪二人，并未影响二人社会声誉。此案在中国引进了关注与议论。2016年10月19日，这起案件被最高人民法院选为人民法院依法保护“狼牙山五壮士”等英雄人物人格权益典型案例。